# Національний парк Ману
Національний парк Ману́ (ісп. Parque Nacional del Manu) — біосферний заповідник і національний парк, розташований в перуанських регіонах Мадре-де-Дьйос і Куско.
До офіційної організації природоохоронної території перуанським урядом, територія парку залишалася недоторканою завдяки своїй недоступності. Парк залишається достатньо недоступним для подорожі по землі і до цього дня. У 1977 році ЮНЕСКО надало парку статус біосферного заповідника міжнародного значення, а в 1987 році — статус місця Світової спадщини. Це найбільший національний парк в Перу, що покриває територію 15,328 км².